# Willem II van Gulik-Berg
Willem II van Gulik-Berg (9 januari 1455 - Düsseldorf, 6 september 1511) was van 1475 tot aan zijn dood hertog van Gulik, hertog van Berg en graaf van Ravensberg. Hij behoorde tot het huis Gulik.

## Levensloop
Willem was de zoon van hertog Gerard van Gulik-Berg uit diens huwelijk met Sophia, dochter van hertog Bernhard II van Saksen-Lauenburg. In 1475 volgde hij zijn vader op als hertog van Gulik, hertog van Berg en graaf van Ravensberg. Willem II regeerde eigenlijk al sinds 1473 over deze gebieden. Hij had toen de regering overgenomen van zijn overleden moeder, die in 1460 de regeringszaken had overgenomen in naam van haar geesteszieke echtgenoot.
In 1472 huwde Willem met Elisabeth (1459-1479), dochter van graaf Johan II van Nassau-Saarbrücken. Zij bracht een rijke erfenis, waaronder de heerlijkheid Heinsberg, in het huwelijk, maar overleed reeds in 1479. Vervolgens huwde hij in 1481 met Sibylle (1467-1524), dochter van keurvorst Albrecht Achilles van Brandenburg. Uit dit huwelijk werd een dochter geboren: Maria (1491-1543).
Willem had geen mannelijke nakomelingen, wat problemen opleverde voor de erfopvolging. Uiteindelijk verloofde hij in 1496 zijn dochter met Johan, zoon en erfgenaam van hertog Johan II van Kleef. In 1510 vond het huwelijk, dat ook weleens de Kleefse Unie wordt genoemd, plaats in Düsseldorf.
Op 4 augustus 1511, een maand voor zijn overlijden, werd Van Gulik-Berg door keizer Maximiliaan van het Heilige Roomse Rijk aangesteld als zijn vertegenwoordiger in een conflict ten tijde van de Saksische Vete. Van Gulik-Berg trad samen met Filips II van Daun-Oberstein (aartsbisschop van Keulen) op als rechter in een geschil tussen de hertog George van Saksen, de bisschop Frederik van Baden, graaf Edzard I van Oost-Friesland en de stad Groningen (vertegenwoordigd door burgemeester Peter Sickinghe en pastoor Willem Frederiks). Te Neuss ondervroegen zij alle partijen, waarna alles door hen op schrift werd gesteld. De zaak werd enige tijd later door de keurvorsten en de keizer van het Heilige Roomse Rijk besproken. Graaf Edzard werd in de gedane uitspraak gedwongen om zich met de hertog te verzoenen en hem zijn landen over te dragen. Toen hij dit niet deed, werd hij door de Keizer in de rijksban gedaan. 
In september 1511 overleed Willem II op 56-jarige leeftijd. De laatste hertog van Gulik-Berg uit het huis Gulik werd bijgezet in de Dom van Altenberg. Zijn gebieden werden geërfd door zijn schoonzoon Johan. Toen die in 1521 ook het hertogdom Kleef erfde, leidde dit tot het ontstaan van de verenigde hertogdommen Gulik-Kleef-Berg.